# جنی اسمایلی رابرتسون
جنی اسمایلی رابرتسون (انگلیسی: Jennie Smillie Robertson؛ ‏ ۱۰ فوریهٔ ۱۸۷۸ – ۲۶ فوریهٔ ۱۹۸۱) جراح و پزشک اهل کانادا بود. وی نخستین جراح زن در کشور کانادا بود و نخستین جراحی بزرگ بیماری‌های زنان را انجام داد که یک تخمدان‌برداری جهت برداشتن تومور تخمدان بود که با نور طبیعی روز و بر روی میزِ آشپزخانهٔ یک بیمار انجام شد.

## زندگی‌نامه
پدر و مادر او کشاورز بودند و او برای تأمین هزینهٔ تحصیل در دانشکدهٔ پزشکی، تا سن ۲۵ سالگی به‌عنوان آموزگار کار کرد و سپس برای تحصیل به «کالج پزشکی زنان انتاریو» رفت که بعدها با دانشکدهٔ پزشکی دانشگاه تورنتو ادغام شد و در سال ۱۹۰۹ فارغ‌التحصیل شد. به دلیل نبود امکان کارورزی (انترنی) در تورنتو، وی تحصیلات خود را در ایالات متحده آمریکا و در «کالج پزشکی زنان پنسیلوانیا» در فیلادلفیا به پایان رساند. در سال ۱۹۱۱ میلادی، پس از اینکه هیچ بیمارستانی در تورنتو به او اجازهٔ انجام جراحی را نداد، وی و همکارانش تصمیم به جمع‌آوری کمک مالی برای برپایی بیمارستان کالج زنان امروزی گرفت. جنی از سال ۱۹۱۲ تا ۱۹۴۲ در این بیمارستان ماند و در آنجا قائم‌مقام رئیس بخش جراحی بیماری‌های زنان شد. وی تا زمان بازنشستگی‌اش در سال ۱۹۴۸ میلادی، جراحی‌های مربوط به شکم و بیماری‌های زنان را انجام می‌داد. پس از بازنشستگی، وی در سن ۷۰ سالگی با مردی که از قبل او را می‌شناخت و الکس رابرتسون نام داشت، ازدواج کرد. وی در این‌باره گفت: «نخستین بار او را در سال ۱۸۹۸ و زمانی که آموزگار بودم، دیدم. در آن هنگام داشتم برای پزشک شدن برنامه‌ریزی می‌کردم و نه ازدواج. نمی‌شد هر دو را با هم انجام داد».. همسر او ۱۰ سال بعد از ازدواج درگذشت. جنی در جشن تولد ۱۰۰ سالگی‌اش گفت حتی یک روز از زندگی‌اش نبوده که نخواهد پزشک شود. جنی در سن ۱۰۳ سالگی در یک خانهٔ سالمندان در تورنتو درگذشت. یک پارک کوچک در سال ۲۰۱۳ در زادگاهش به افتخار او نام‌گذاری شد.